# Benton & Bowles
La Benton & Bowles è stata una tra le più importanti agenzie pubblicitarie statunitensi.

## Storia
L'agenzia è stata fondata a New York, nel 1929, da William Burnett Benton (1900-1973) e Chester Bliss Bowles (1901-1986). A loro si unisce, nel 1932, Atherton W. Hobler (1890-1974). L'agenzia mantiene il nome originale anche dopo il ritiro dei due fondatori avvenuto rispettivamente nel 1936 e nel 1941.
Nel 1940 Ted Bates lascia la Benton & Bowles portando via con sé il copywriter Rosser Reeves nonché il principale cliente, la Colgate-Palmolive, per fondare una propria agenzia pubblicitaria.
Nel corso degli anni la Benton & Bowles apre filiali a Chicago, a Los Angeles e in molte altre città del mondo.
Nel 1972, grazie ad una joint venture con Edward Dent, William G. Castagnoli e Lawrence Lesser, viene creata l'agenzia di comunicazione sanitaria Medicus.
Nel 1978 la Benton & Bowles acquisisce una delle principali agenzie pubblicitarie tedesche, la Brose.
Nel 1985 la Benton & Bowles si fonde con la D-MM (agenzia nata a sua volta dalla fusione della D'Arcy, della MacManus e della Masius) e dà vita alla DMB&B. Nel 1996 la DMB&B acquisisce la N. W. Ayer & Son e altre agenzie e crea il MacManus Group. Nel 1999 il MacManus Group si fonde col Kaplan Thaler Group e il gruppo che ne deriva si fonde di nuovo l'anno successivo con Leo Group (il network della Leo Burnett) per creare il Bcom3 Group. Quest'ultimo verrà a sua volta assorbito dal Publicis Groupe nel 2002.

## Principali pubblicità
- 1940 - Pubblicità del dentifricio Colgate «Battendo l'alito cattivo» di Rosser Reeves.
- 1949-1957 - Spot TV per il caffè della Maxwell House.
- 1950 circa - Campagna pubblicitaria del detersivo Tide della Procter & Gamble «Il Tide è dentro - lo sporco è fuori!».
- 1958 - Campagna pubblicitaria del dentifricio Crest della Procter & Gamble «Guarda, Mamma - niente carie!» con le illustrazioni di Norman Rockwell.
- 1961 - Pubblicità della benzina Texaco «Affida la tua auto all'uomo che porta la stella», fotografia di Jay Maisel.
- 1964 - Spot TV  della carta igienica Charmin della Procter & Gamble «Siete pregati di non strizzare la Charmin», col Signor Whipple a guardia dei pacchi di carta igienica in un supermercato.
- 1970 circa - Pubblicità della birra Budweiser «Questa Bud è per te».